# Centaurea bofilliana
Centaurea bofilliana — вид квіткових рослин айстрових (Asteraceae). Ендемік сходу Іспанії й півдня Франції.
Квіткові голови яйцюваті, з колючим відростками. Сім'янки ворсинчасті.